# Verwaltungsgemeinschaft Backnang
Die Verwaltungsgemeinschaft Backnang ist eine Vereinbarte Verwaltungsgemeinschaft im Rems-Murr-Kreis in Baden-Württemberg. Mitglieder sind die Stadt Backnang und die Gemeinden Allmersbach im Tal, Althütte, Aspach, Auenwald, Burgstetten, Kirchberg an der Murr, Oppenweiler und Weissach im Tal. Nach § 59 der baden-württembergischen Gemeindeordnung ist die Stadt Backnang die erfüllende Gemeinde, das heißt, sie erfüllt die Aufgaben der Verwaltungsgemeinschaft.
Die Stadt Backnang berät die Nachbargemeinden bei der Erfüllung ihrer Aufgaben. Sie erledigt für die beteiligten Gemeinden in deren Namen und folgende Angelegenheiten:
Gesetzliche Erledigungsaufgaben:
- die technischen Angelegenheiten bei der verbindlichen Bauleitplanung und der Durchführung von Bodenordnungsmaßnahmen sowie von Maßnahmen nach dem Städtebauförderungsgesetz
- die Planung, Bauleitung und örtliche Bauaufsicht bei den Vorhaben des Hoch- und Tiefbaus,
- die Unterhaltung und den Ausbau der Gewässer zweiter Ordnung

Weitere Erledigungsaufgaben:
- den Ausbau und die Unterhaltung der Straßenbeleuchtung,
- Die Straßenreinigung, ausgenommen den Winterdienst,
- die Kanalreinigung.

Anstelle der Mitgliedsgemeinden erfüllt die Stadt Backnang in eigener Zuständigkeit die vorbereitende Bauplanung (Erfüllungsaufgabe).
Hauptorgan ist der Gemeinsame Ausschuss, der aus den Bürgermeistern und weiteren Vertretern einer jeden Mitgliedsgemeinde besteht.